# ...And Then There Was X
...And Then There Was X es el tercer álbum del rapero DMX, lanzado en 1999.

## Lista de canciones
1. «The Kennel» (Skit) :36
2. «One More Road to Cross» 4:20
3. «The Professional» 3:35
4. «Fame» 3:37
5. «A lot to Learn» (Skit) :39
6. «Here We Go Again» 3:52
7. «Party Up (Up in Here)» 4:28
8. «Make a Move» 3:33
9. «What These Bitches Want» (con Sisqó) 4:13
10. «What's My Name?» 3:52
11. «More 2 a Song» 3:42
12. «Don't You Ever» 3:48
13. «The Shakedown» (Skit) :35
14. «D-X-L (Hard White)» (con The Lox & Drag-On) 4:21
15. «Comin' for Ya» 4:02
16. «Prayer III» 1:59
17. «Angel» (con Regina Bell) 5:07
18. «Good Girls, Bad Guys» 3:55

## Posicionamiento
| Listas (1999)                         | Posición |
| ------------------------------------- | -------- |
| Canadian Albums Chart                 | 6        |
| German Albums Chart                   | 46       |
| Netherlands Albums Chart              | 64       |
| U.S. Billboard 200                    | 1        |
| U.S. Billboard Top R&B/Hip-Hop Albums | 1        |